# Mamelón

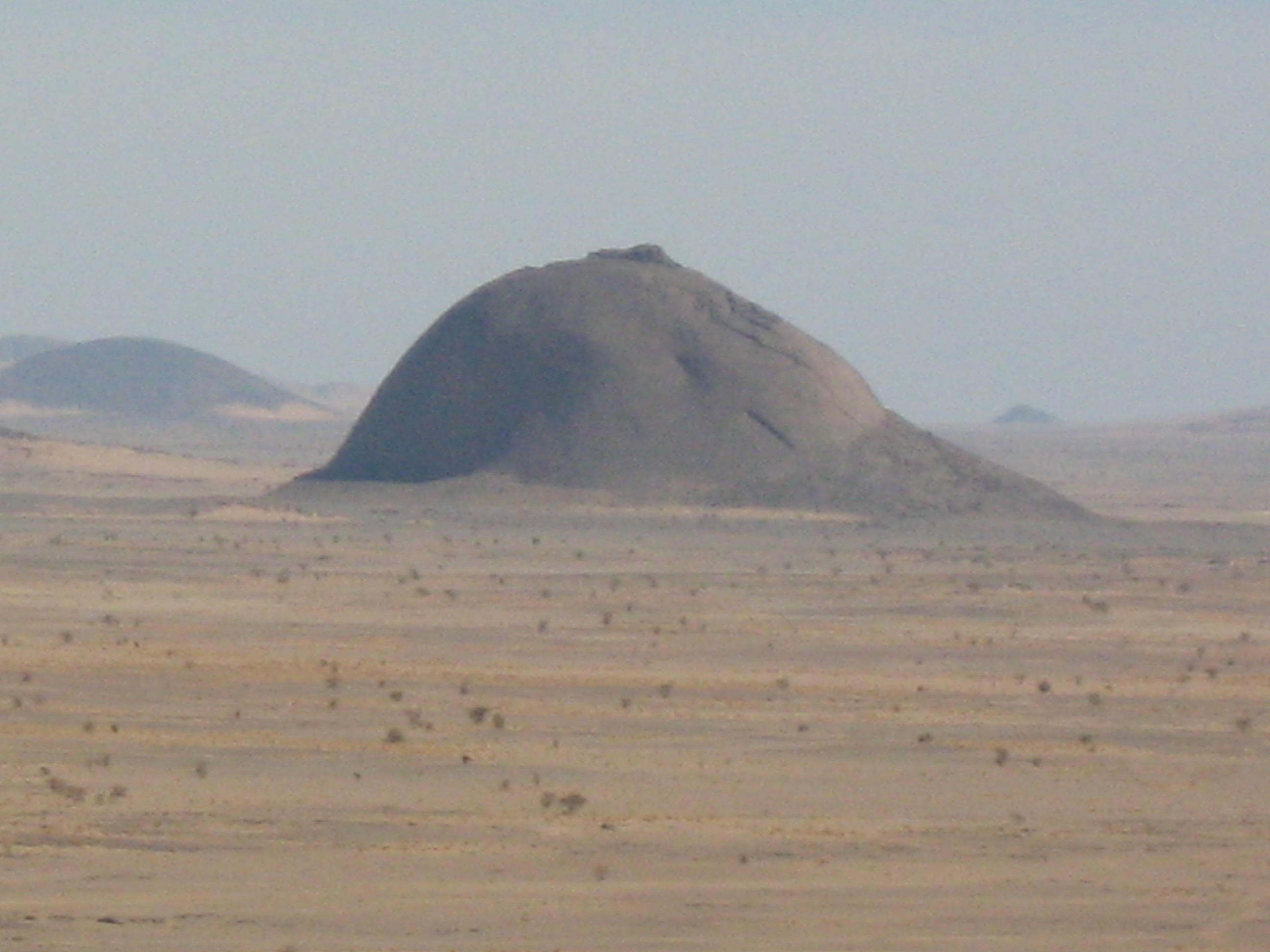
Un mamelón en el Sahara Occidental.

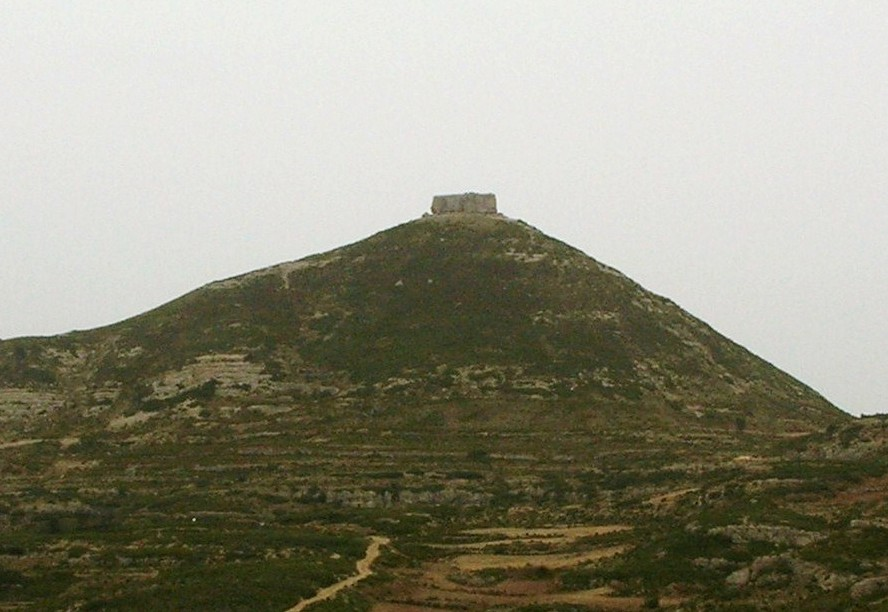
Existe un antiguo yacimiento arqueológico ibérico bajo la Mola Murada, una de las montañas de las Muelas de Chert, España.

Un mamelón es, según el DLE, una colina baja en forma de pezón de teta. Estos accidentes geográficos antropomórficos se encuentran en diferentes lugares del mundo y en algunas culturas se veneraban como atributos de la diosa madre, como los Paps of Anu de Irlanda, así llamados en honor a Anu, una importante deidad femenina de la Irlanda precristiana.

## Resumen
El término «mamelón» proviene del francés mamelon («pezón»), palabra que también se usa en dicha lengua para referirse a una colina con forma de pezón. El fuerte Mamelon fue una loma fortificada por los rusos y capturada por los franceses como parte del sitio de Sebastopol durante la guerra de Crimea de la década de 1850. El término fue acuñado por el explorador y naturalista francés Jean Baptiste Bory de Saint-Vincent.
Los mamelones suelen estar relacionados con la veneración ancestral local del pecho como símbolo de fertilidad y bienestar. No es raro que se localicen yacimientos arqueológicos muy antiguos en o bajo dichas colinas, como en Samson, en las islas Sorlingas, donde existen grandes cementerios antiguos tanto en la colina norte como en la colina sur, o en Burrén y Burrena, en Aragón, España, donde se encuentran dos yacimientos arqueológicos de la cultura de los campos de urnas de la Edad del Hierro debajo de las colinas.

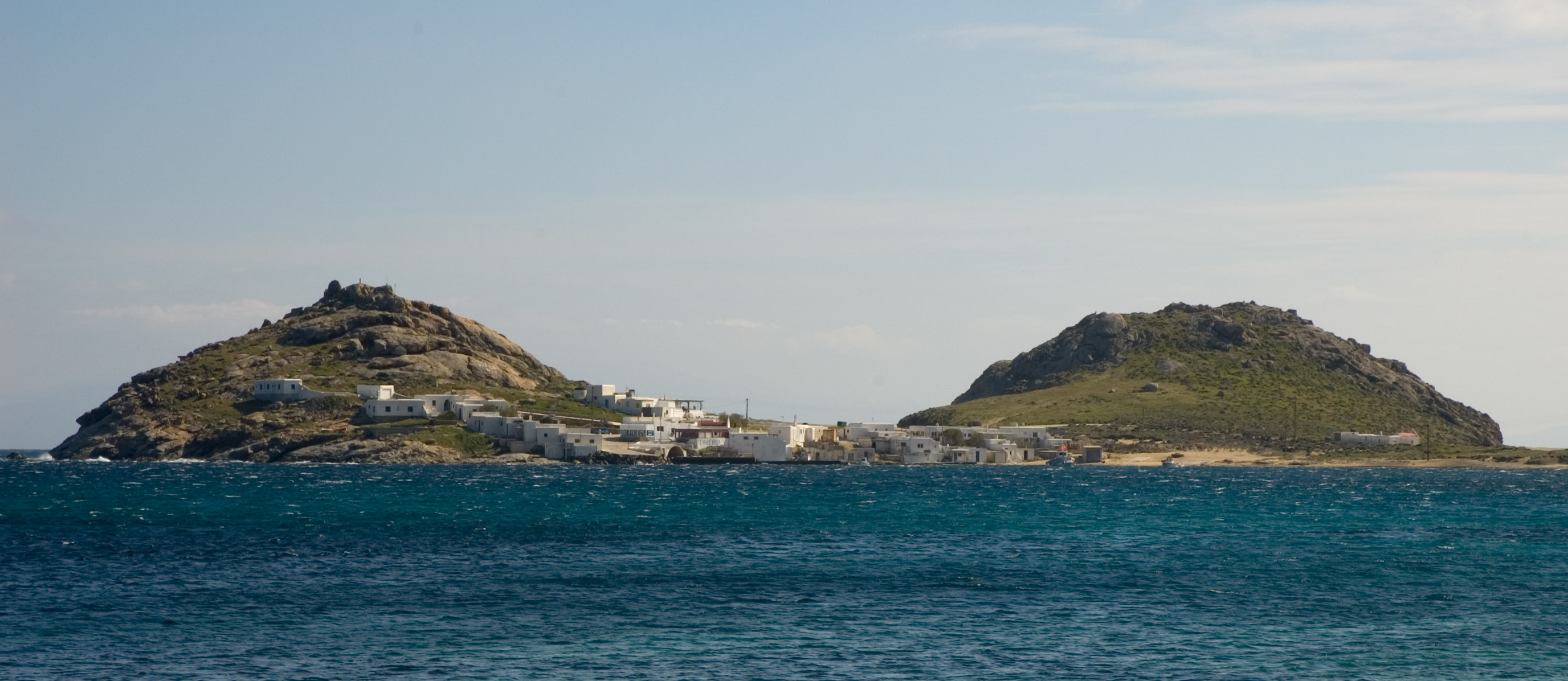
Los «pechos de Afrodita», en Miconos, Grecia.

Muchos de los mitos que envuelven a estas montañas son antiguos y longevos, y algunos se han recogido en la literatura oral o en textos escritos; por ejemplo, en un lugar no especificado de Asia, había una montaña conocida como «Montaña del Pecho» con una cueva en la que el monje budista Bodhidharma (Da Mo) pasó mucho tiempo meditando.
Los viajeros y cartógrafos de la época colonial solían cambiar los nombres ancestrales de estas colinas. La montaña conocida como «Didhol» o «Dithol» («seno de una mujer» en español) por los aborígenes australianos, fue rebautizada como montaña Pigeon House por el capitán James Cook en el momento de su exploración de la costa oriental de Australia en 1770.[cita requerida]
Se cree que el nombre romano «Mamucium», que dio origen al nombre de la ciudad de Mánchester, proviene del celta y quiere decir «colina con forma de pezón», haciendo referencia al peñasco de arenisca sobre el que se erigió el fuerte de la ciudad; posteriormente se convirtió en Mánchester.

## África
Grandes Lagos de África

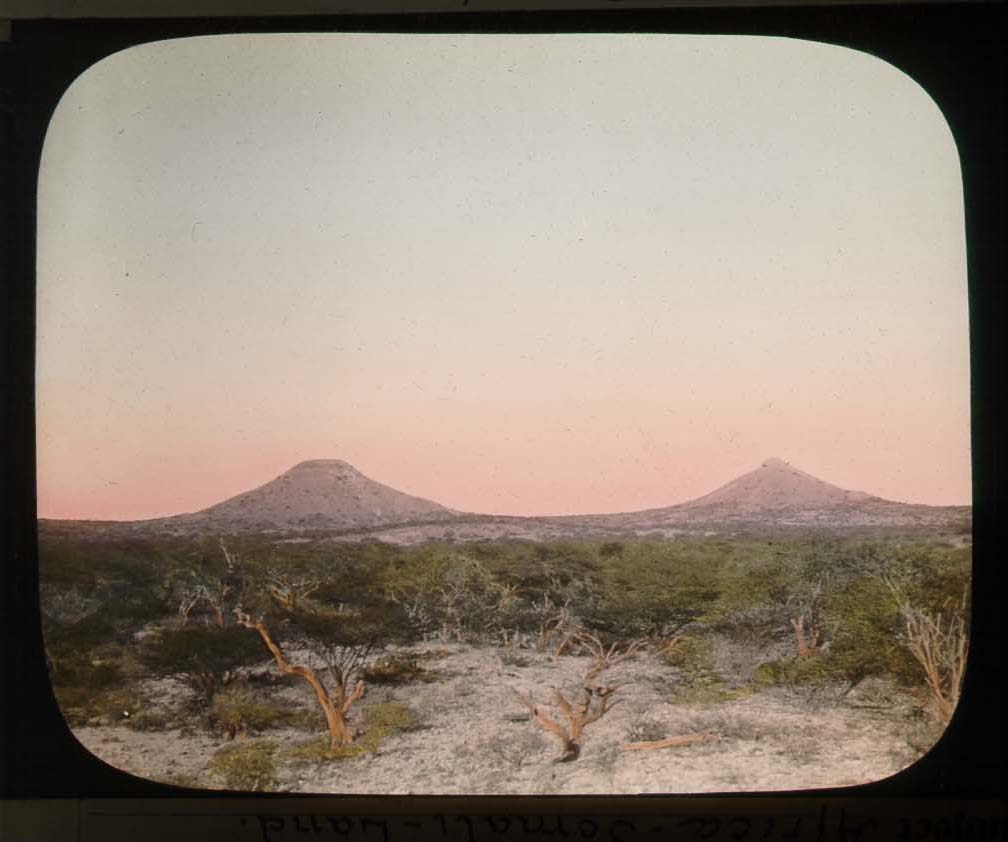
Naasa-Hablood de Somalilandia (1896), de forma telárquica.

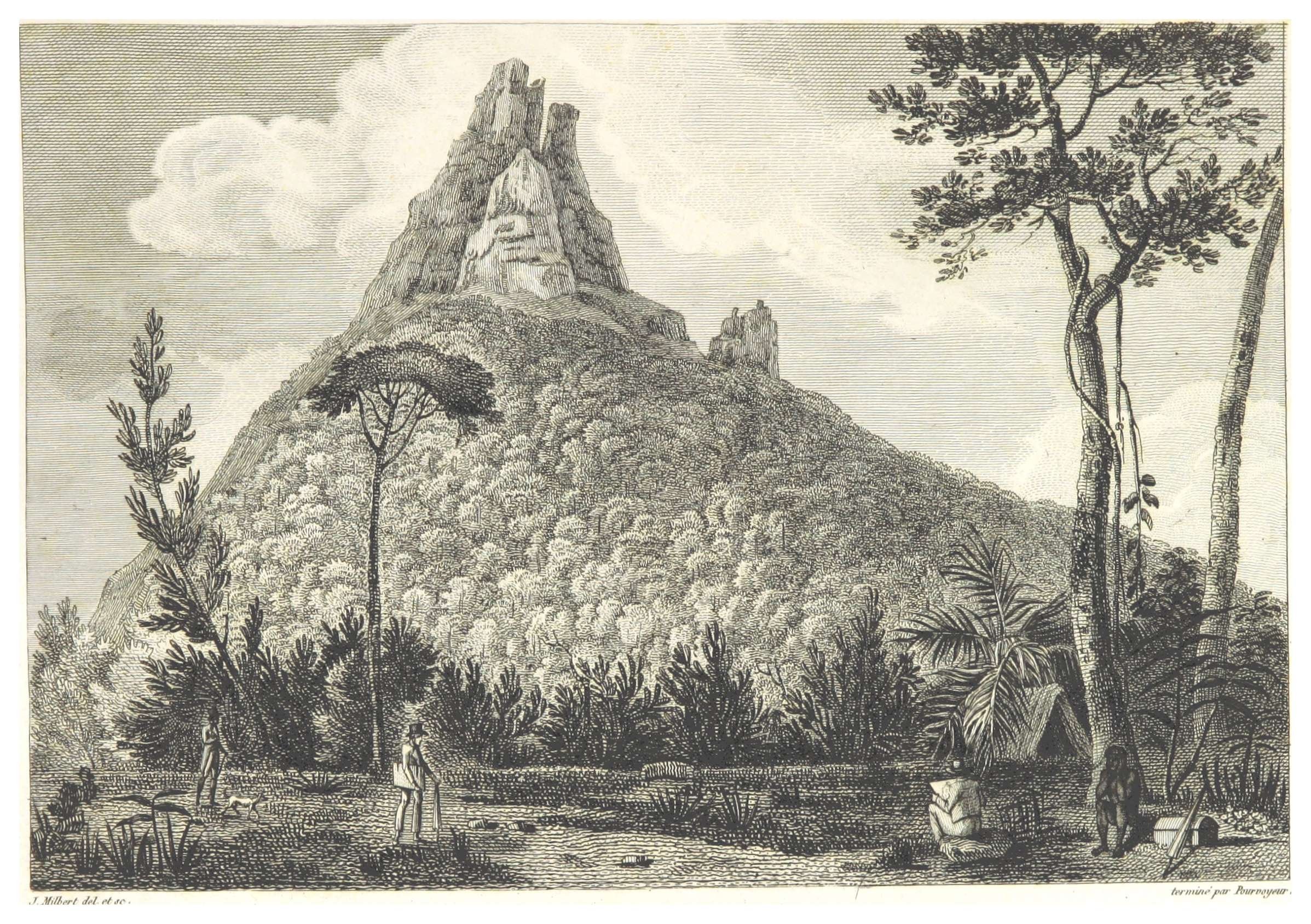
Vista de una de las Trois Mamelles en Mauricio. Dibujo de la página 121 del Atlas de Jacques-Gérard Milbert.

- Monte Elgon en la frontera entre Uganda y Kenia
- Sweet Sixteen, Matthews Range (Ldoinyo Lenkiyio), condado de Laikipia, provincia del Valle del Rift, norte de Kenia.[9]

Cuerno de África
- Naasa-Hablood en Somalilandia

Océano Índico
- Montañas Trois Mamelles al oeste de Mauricio
- Isla Mamelles, Seychelles

Sur de África
- Montaña Omatako al suroeste de Otjiwarongo, en Namibia
- Los senos de Saba, Esuatini; estas formaciones inspiraron al escritor británico H. Rider Haggard, quien las incluyó en su novela Las minas del rey Salomón.[10]
- Three Sisters en el Cabo del Norte, Sudáfrica

África occidental
- Deux Mamelles, Pointe des Almadies, Cabo Verde, Senegal

## Antártida
- Picos Una, conocidos coloquialmente como las «Tetas Una», a la entrada del canal Lemaire, Tierra de Graham
- Nipple Peak, Archipiélago Palmer, Tierra de Graham
- Pico Hemus, isla Livingston, islas Shetland del Sur

## Asia
Camboya

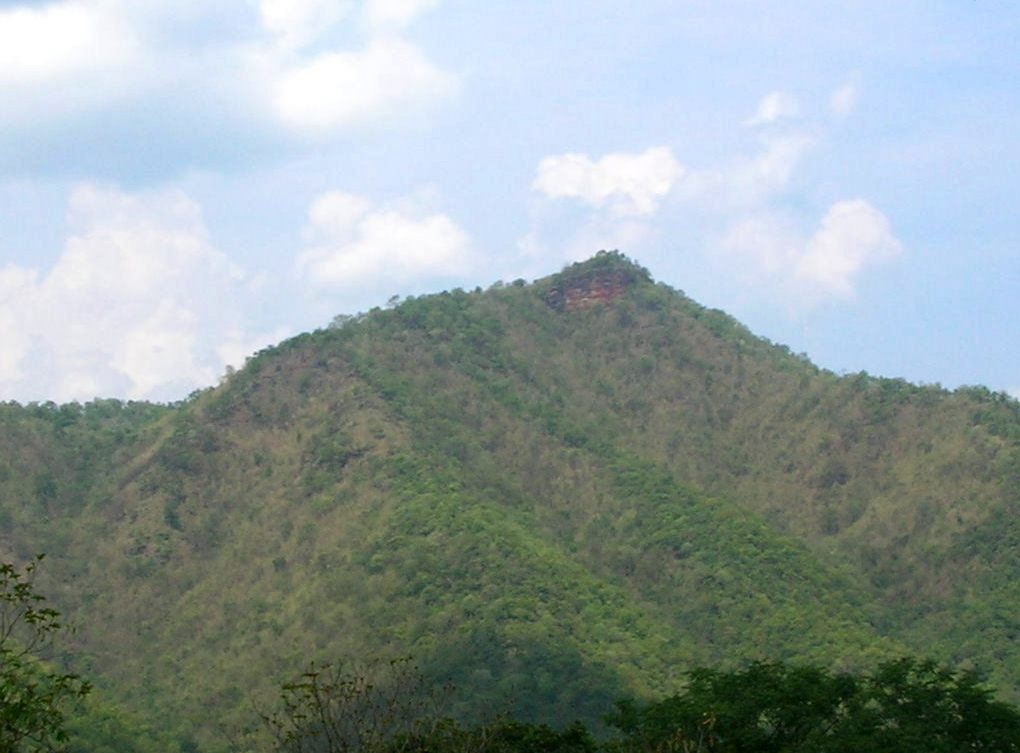
Khao Nom Nang, en Tailandia Occidental.

- Montaña Sroh-Plom, «Montaña del Seno de la Mujer Virtuosa», ubicada cerca de Senmonorom, distrito de Senmonorom, provincia de Mondol Kirí, Camboya.[11]

China
- Montaña Dazeshan, en la provincia de Shandong
- Montaña Wuyi, en la provincia de Fujian
- Pico Dos Pechos, en la montaña Tianzhu, en la provincia de Anhui
- Mausoleo de Qianling, cerca de Xian, de forma artificial
- Picos Dos Pechos (en chino, 雙乳峰):
  - Dos montañas en el condado de Zhenfeng, provincia de Guizhou
  - Dos picos de la Montaña de la Aguja Dorada (en chino, 雙乳峰) en el municipio de Taimali, condado de Taitung, Taiwán

- Rushan (que significa «Montaña de los Pechos») es una montaña en Weihai, provincia de Shandong, China.

Oriente Medio
- Tell Sader al-Arus (traducción del árabe: «Pecho de la Novia»), una montaña en los Altos del Golán.

Filipinas

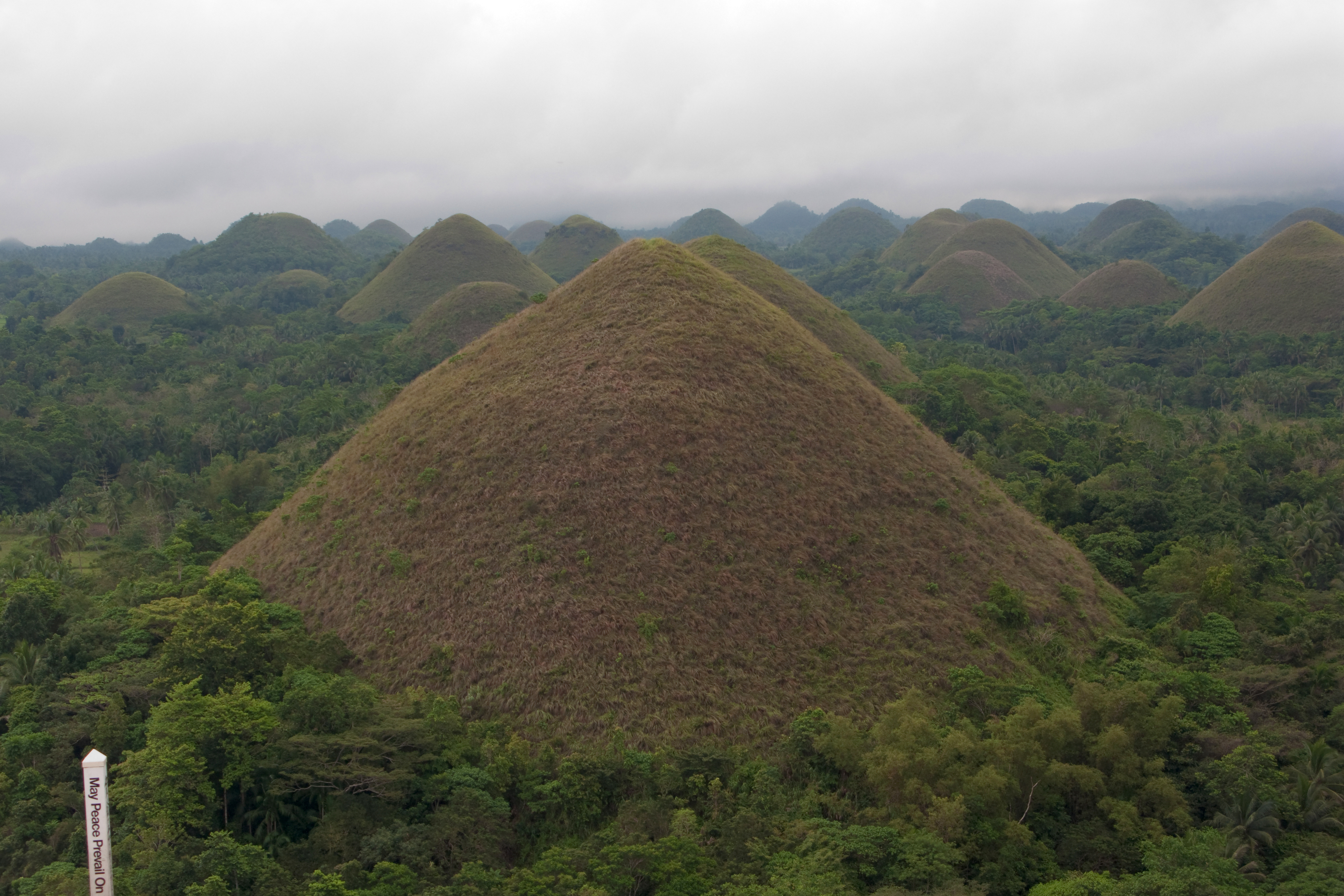
Colinas de Chocolate en Bohol, Filipinas.

- Colinas de Chocolate, más de mil formaciones geológicas inusuales en Bohol. Un popular destino turístico llamado así por su color marrón en verano.
- Colina Ilihan, «Pecho Acuoso», un lugar de peregrinación a unos cuatro kilómetros de Jagna, Bohol
- Kagmasuso, entre otros mamelones de San Andrés, Catanduanes[12]
- Monte Susong Dalaga (literalmente «Montaña de los Senos de la Doncella») es el nombre de varios picos en Filipinas, que incluyen:
  - Monte Susong Dalaga, Abra de Ílog, Mindoro Occidental[13]
  - Monte Susong Dalaga (también conocido como Breast Peak) en Tampakan, Cotabato del Sur
  - Pico Susong Dalaga del monte Batolusong, Tanay, Rizal
  - Pico Manabu (también conocido como Monte Dalaga o Monte Susong Dalaga) de la cordillera de Malepunyo entre las provincias de Batangas, La Laguna y Quezon
  - Monte Tagapo (también conocido como Monte Susong Dalaga), isla Talim, dos enormes colinas cónicas que son los picos más altos de la isla.

- Pico Musuan, un volcán activo en Maramag, Bukidnon

Tailandia
- Doi Phu Nom (ดอยภูนม), provincia de Phayao, un mamelón que se eleva en un área de herbazales de la cordillera Phi Pan Nam.[14]
- Khao Nom (เขานม), uno de los nombres anteriores de Khanom, un distrito de la provincia de Nakhon Si Thammarat, debido a las montañas circundantes.[15]
- Khao Nom Nang, una colina en Huai Krachao, Kanchanaburi.14°18′00″N 99°43′00″E / 14.30000, 99.71667
- Khao Nom Nang, (เขานมนาง), una colina al norte de Pak Phraek, Kanchanaburi.14°05′00″N 99°34′00″E / 14.08333, 99.56667
- Khao Nom Nang, una colina entre Nong Pet y Chong Sadao, Kanchanaburi.14°21′02″N 99°12′53″E / 14.35056, 99.21472
- Khao Nom Nang, una colina aislada en Khok Samae San, Lopburi.15°19′00″N 100°51′00″E / 15.31667, 100.85000
- Khao Nom Nang, una gran colina aislada en Khao Kala, provincia de Nakhon Sawan.15°34′00″N 100°17′00″E / 15.56667, 100.28333
- Khao Nom Nang, el nombre de dos colinas al oeste de Doeng Bang Nam Buat, Suphanburi.14°51′00″N 100°04′00″E / 14.85000, 100.06667
- Khao Nom Sao (เขานมสาว), montaña ubicada en la provincia de Ranong, Tailandia.
- Khao Nom Sao, una colina redonda al este de la carretera Phet Kasem en la provincia de Prachuap Khiri Khan. 10°59′00″N 99°22′00″E / 10.98333, 99.36667
- Khao Nom Sao, una montaña en la provincia de Chumphon. 09°46′00″N 98°43′01″E / 9.76667, 98.71694
- Khao Nom Sao, una colina en la provincia de Phang Nga, parte de un gran sistema montañoso. 08°58′00″N 98°28′00″E / 8.96667, 98.46667
- Khao Nom Wang (เขานมวังก), una pequeña colina justo al este de la carretera principal en Phanom Wang, distrito de Khuan Khanun, también conocida como Khao Phanom Wang, provincia de Phatthalung. 07°40′58″N 100°01′01″E / 7.68278, 100.01694
- Ko Nom Sao (en tailandés: เกาะนมสาว, literalmente «Isla del pecho femenino»), islas gemelas ubicadas en la bahía de Phang Nga,[16] provincia de Phang Nga, Tailandia.
- Ko Nom Sao en el Parque Nacional Khao Sam Roi Yot, provincia de Prachuap Khiri Khan.[17] 12°13′N 100°01′E / 12.217, 100.017
- Ko Nom Sao, una isla frente a la costa en la provincia de Chanthaburi.[18][19] 12°28′N 102°01′E / 12.467, 102.017

## Europa
Reino Unido e Irlanda

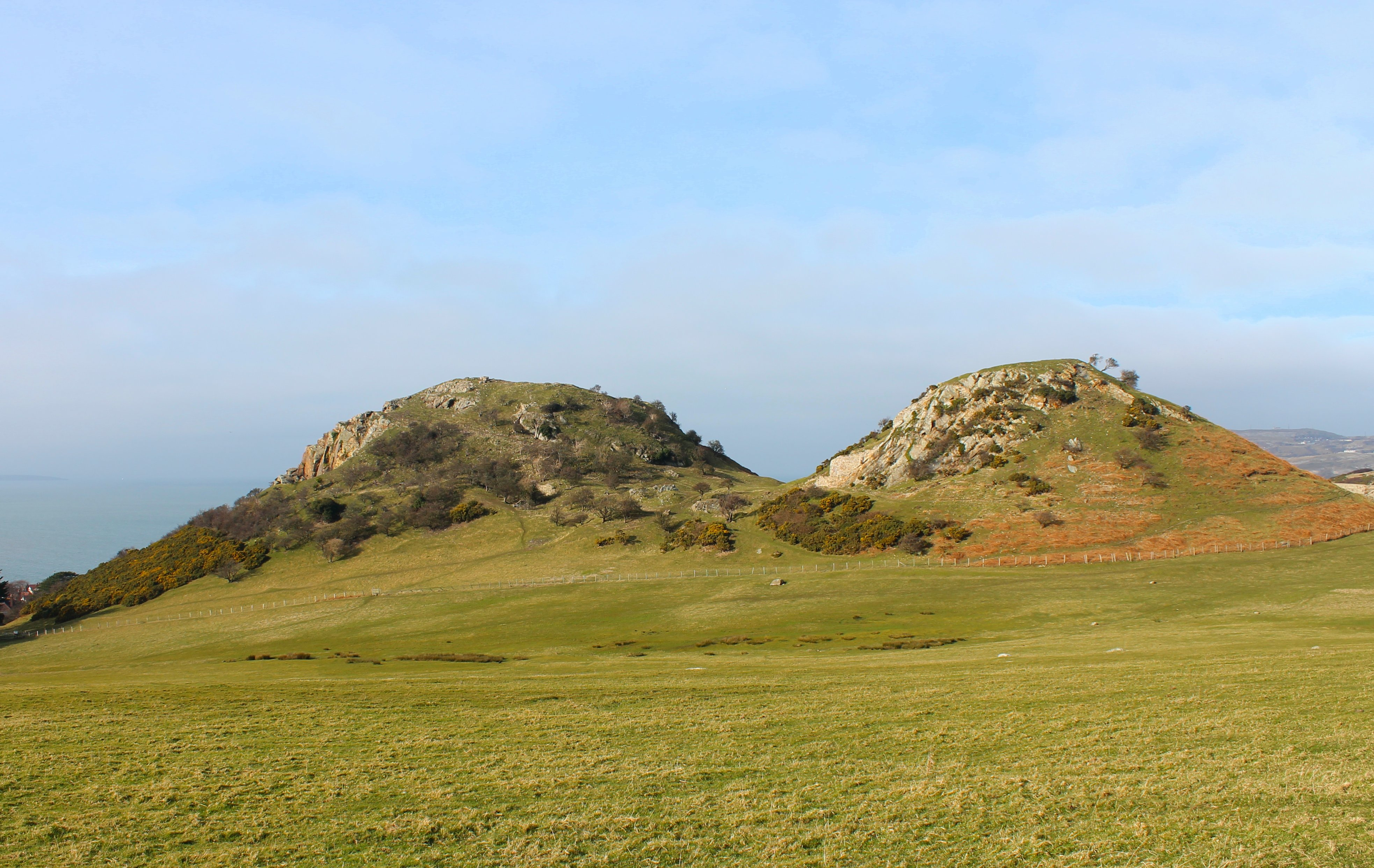
Castillo de Deganwy

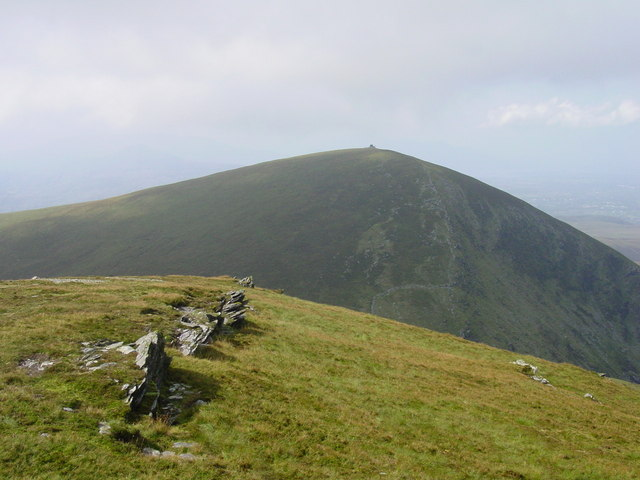
Paps of Anu. Vista del Pap occidental desde el Pap oriental, Irlanda.

- Mumbles, dos islas (en una de las cuales se encuentra un faro) frente a la esquina sureste de la península de Gower, Swansea, Gales
- Beinn Chìochan en los montes Grampianos, Escocia
- Bennachie en Aberdeenshire, Escocia
- North Berwick Law en East Lothian, Escocia
- Mam Barisdale en Knoydart, Escocia
- Mynydd Llanwenarth cerca de Abergavenny, Gales
- Mount Keen en Aberdeenshire / Angus, Escocia
- Northala Fields en Londres, Inglaterra. Técnicamente son cuatro colinas artificiales, pero claramente se asemejan a dos "tetas cubiertas de hierba" desde la A40
- A' Chioch en Ben More, isla de Mull, Escocia
- Mam Sodhail, en el lado norte de Glen Affric, unos 30 kilómetros al este de Kyle of Lochalsh
- Mam Tor, cerca de Castleton en el High Peak de Derbyshire, Inglaterra.[20]
- Samson, islas Sorlingas
- Twmbarlwm, cerca de Risca, Gales
- Wittenham Clumps, en Oxfordshire
- Shutlingsloe, Cheshire
- Los Paps o Maiden Paps («Tetas de damisela») son colinas redondeadas con forma de pecho ubicadas principalmente en Escocia:
  - Paps of Anu, cerca de Killarney, Irlanda
  - Paps of Fife, en Escocia
  - Paps of Jura, en el lado occidental de la isla de Jura, en las Hébridas Interiores, Escocia
  - Paps of Lothian, en Escocia
  - Maiden Paps, colinas gemelas en Caithness, Escocia
  - Maiden Paps, colinas gemelas en Kilpatrick Hills, Escocia
  - Maiden Paps, colinas gemelas al sur de Hawick en Scottish Borders, Escocia
  - Maiden Paps, otro nombre para Tunstall Hills cerca de Sunderland, Tyne y Wear, Inglaterra
  - Maiden's Pap, otro nombre para Schiehallion, Perth and Kinross, Escocia
  - Pap of Glencoe, en las Tierras Altas de Escocia

Dinamarca

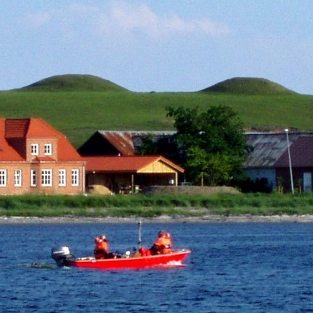
Marens Patter (literalmente «Tetas de Maren») en Dinamarca.

- Marens Patter («Tetas de Maren»), un par de colinas gemelas que ha servido como punto de referencia para los marineros desde la Edad del Bronce.

Alemania
- Lilienstein en la Suiza sajona, Alemania

Grecia
- Pechos de Afrodita en Miconos, Grecia

Islandia
- Vatnsdalshólar

Eslovenia
- Šmarna Gora o Monte Santa María, al norte de Liubliana

España
- Tetica de Bacares o «La Tetica», una montaña de 2086 m en la Sierra de los Filabres, España.[21]
- Tetas de Liérganes, Cantabria
- Tetas de Viana, La Alcarria, provincia de Guadalajara
- Puig de Mamelles, Felanich, Mallorca
- Ses Mamelles, otro nombre para el Puig des Castellot de 714 m, Escorca, Mallorca
- Turó de la Mamella, una montaña cerca de Vacarisas, Cataluña
- Burrén y Burrena,[22] cerca de Fréscano, Aragón
- Tetas del Bierzo, Ponferrada, El Bierzo, Castilla y León [23]

## América del Norte y Central
Canadá

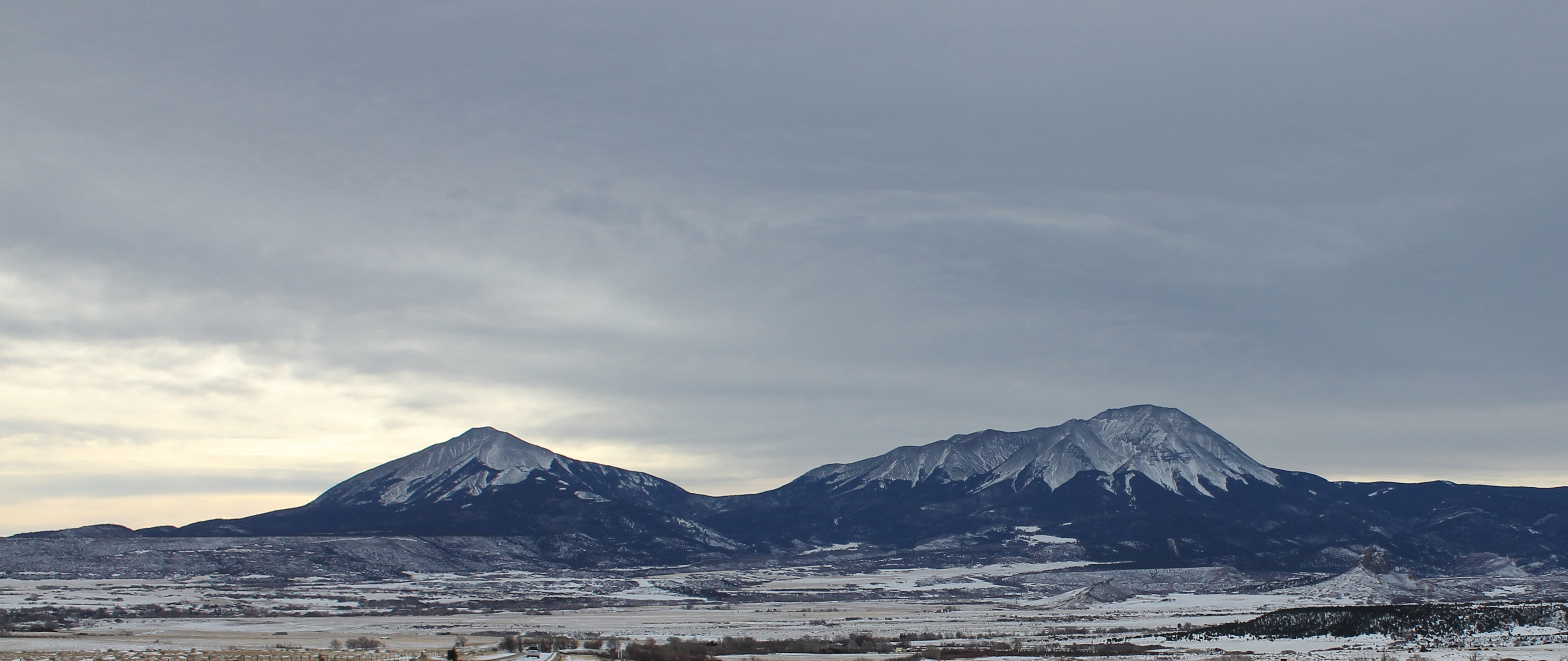
Picos Españoles, Colorado

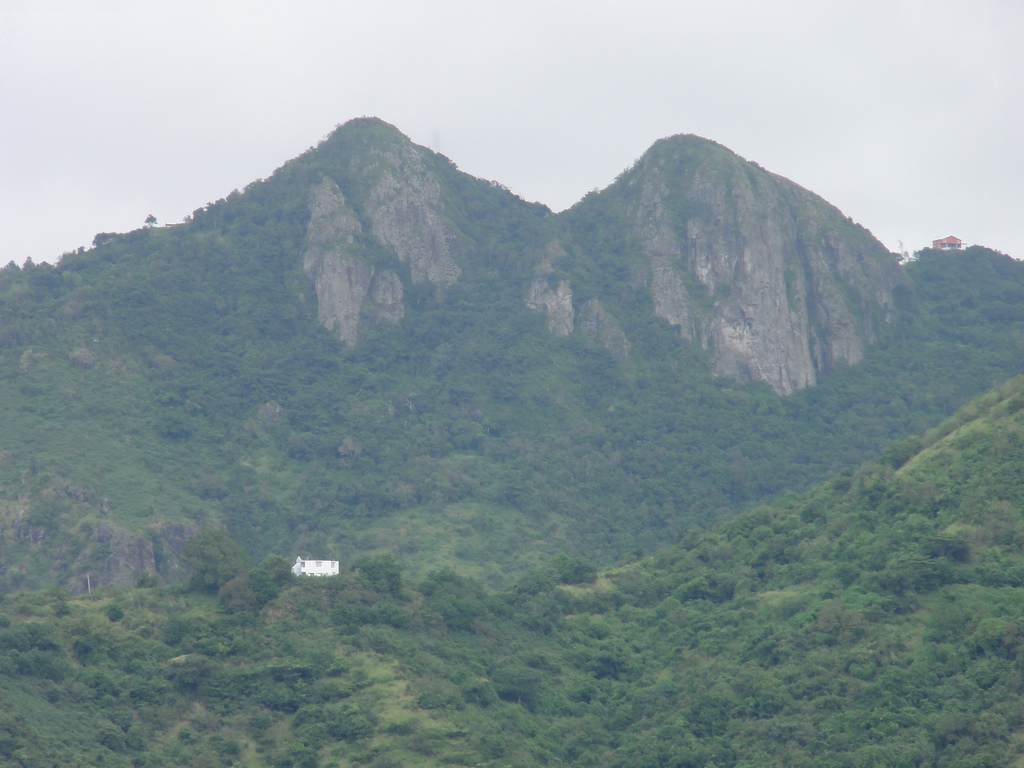
Cerro Las Tetas, Salinas, Puerto Rico

- Anû Kathâ Îpa en las Montañas Rocosas canadienses de Alberta

El Salvador
- San Vicente, también conocido como Chichontepec, «La montaña de los dos senos» en náhuat, un estratovolcán en El Salvador

Guadalupe
- Mamelles, Guadalupe

Haití
- Morne Deux Mamelles, Haití

México
- Las Tetas de Juana, Municipio de San Pedro, Coahuila
- Montaña Tres Tetas o El Chichión, en la Costa Grande de Guerrero

Nicaragua
- Ometepe, en el lago de Nicaragua. La leyenda dice que los volcanes Maderas y Concepción de la isla se formaron a partir de los senos de Ometepetl, una hija de la tribu de los niquiranos.[24]

Panamá
- Cerro La Teta en Las Guabas

Puerto Rico
- Cerro Las Tetas en Salinas, Puerto Rico
- Tetas de Cerro Gordo en San Germán, Puerto Rico

Estados Unidos

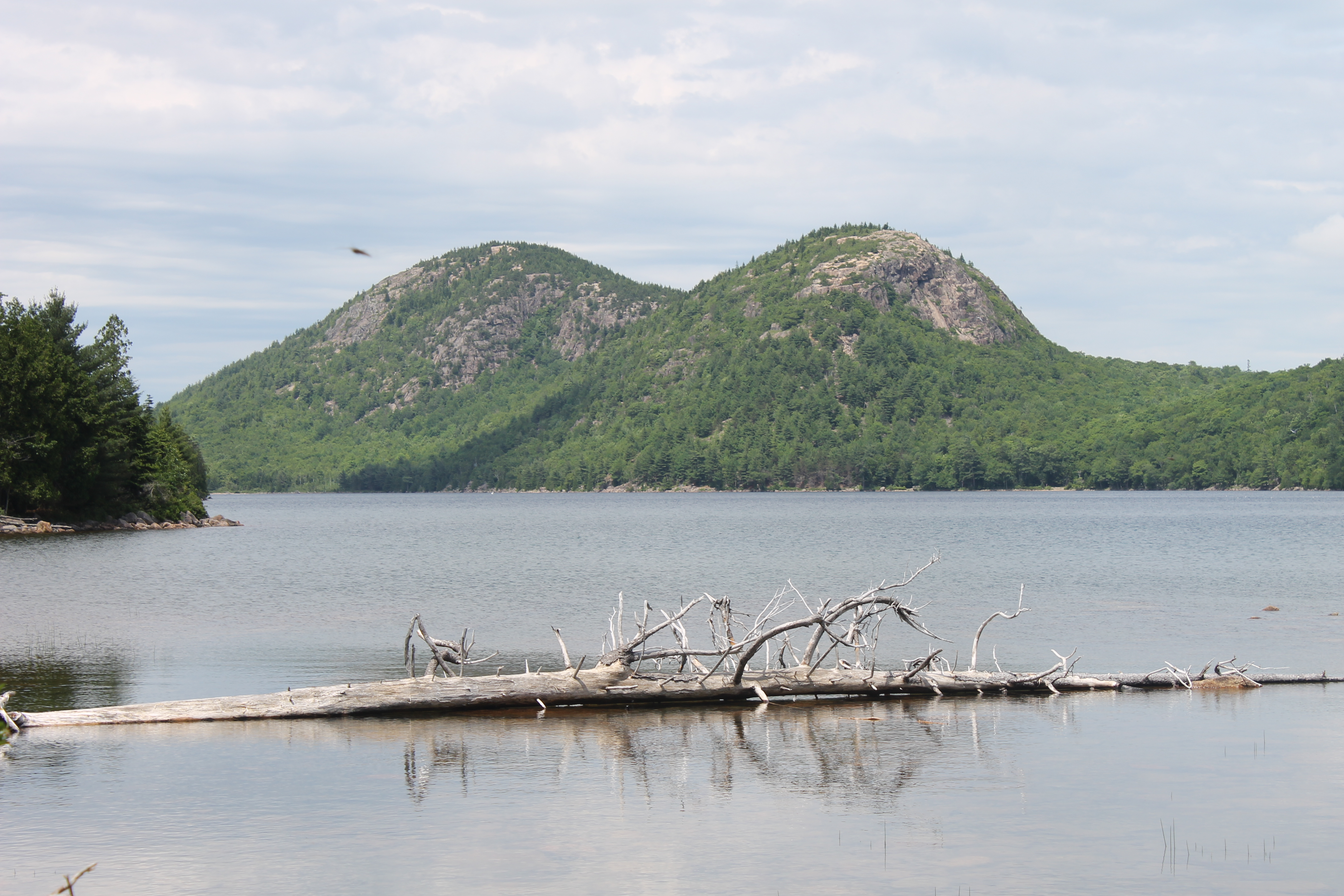
Las Bubbles, en Jordan Pond, en el parque nacional Acadia

- Bubble Mountains, en el parque nacional Acadia de Maine.[25]
- Isanaklesh Peaks, en el condado de Maricopa, Arizona, anteriormente conocido como Squaw Tits.
- Nippletop, en Adirondack High Peaks de Nueva York. A finales del siglo XIX, pasó a llamarse eufemísticamente «Dial Mountain», un nombre que ahora se aplica oficialmente a otro pico cercano.
- Pilot Mountain, Pilot Mountain, Carolina del Norte. Mencionado muchas veces en el Andy Griffith Show como Mt. Pilot. Andy habló sobre un maravilloso lugar para viajar llamado «Pilot» por los lugareños.
- Pinnacle Mountain, Arkansas, cerca de Maumelle. Durante los períodos colonial y estadounidense temprano, la montaña se conocía como montaña «Mamelle». Mamelle es un sustantivo comúnmente usado en las partes francófonas del mundo para hacer referencia a un seno.[26]
- Rock Mary, condado de Caddo, Oklahoma.
- Picos Españoles, Colorado, llamado Huajatolla por los indios Ute, que significa «dos pechos».[27]
- Pico Tetilla, Caja del Río, Nuevo México.
- Cordillera Teton. Los tramperos francocanadienses pusieron nombre a las montañas Teton alrededor de 1820. Los picos distintivos aparecieron como Les Trois Tétons («Los tres senos») vistos desde el norte:[28]
  - Grand Teton;
  - Middle Teton;
  - South Teton.
- Twin Peaks, en San Francisco, California. Cuando los conquistadores y colonos españoles llegaron a principios del siglo XVIII, llamaron a la zona «Los Pechos de la Chola» y la dedicaron a la ganadería.[29] Cuando San Francisco cayó en manos estadounidenses durante el siglo XIX, pasó a llamarse «Twin Peaks».
- Maggie's Peaks, justo al oeste del lago Tahoe, California.
- Montañas Uncanoonuc, Goffstown, Nuevo Hampshire. De una palabra nativa para los senos de una mujer.[30]
- Mollie's Nipple o Molly's Nipple es el nombre que se le da a hasta siete picos y algunos otros accidentes geológicos en Utah.[31]
- Squawteat Peak, ubicado en el condado de Pecos, Texas, al oeste de Bakersfield.[32]
- Betsy Bell y Mary Gray, dos colinas adyacentes en Staunton, Virginia.

## Oceanía
Australia

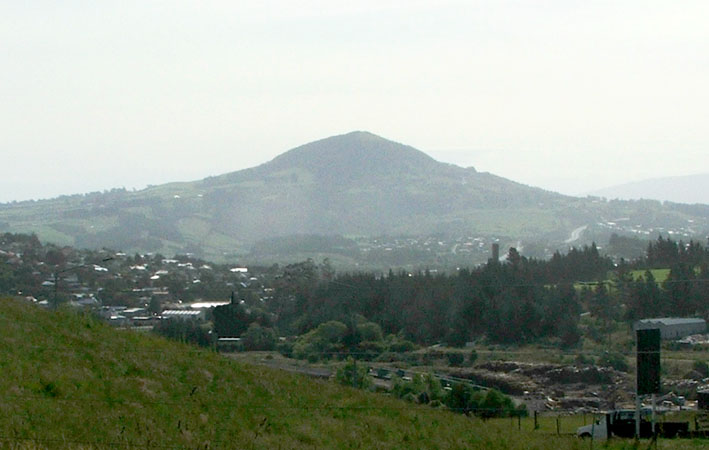
Saddle Hill, vista desde Lookout Point, Dunedin, Nueva Zelanda.

- Montaña Pigeon House, Nueva Gales del Sur, Australia
- Colinas Mammaloid, Victoria, Australia

Nueva Zelanda
- Saddle Hill, Dunedin, Nueva Zelanda
- Harbour Cone, Dunedin, Nueva Zelanda

## América del Sur
Argentina
- Cerro Tres Tetas, en Santa Cruz.[33]
- Cerro Teta, en Neuquén.
- Ñuñorco Grande, en Tucumán.
- Los Nonos, en Nono, Córdoba.

Bolivia
- Cerro Tres Tetas en Potosí, Bolivia

Chile
- Sierra Teta, Futaleufú, Chile
- Tetas del Biobío, formado por Cerro Teta Norte y Cerro Teta Sur, ubicado en la desembocadura del río Biobío, Chile.

Colombia
- Cerro La Teta, La Guajira

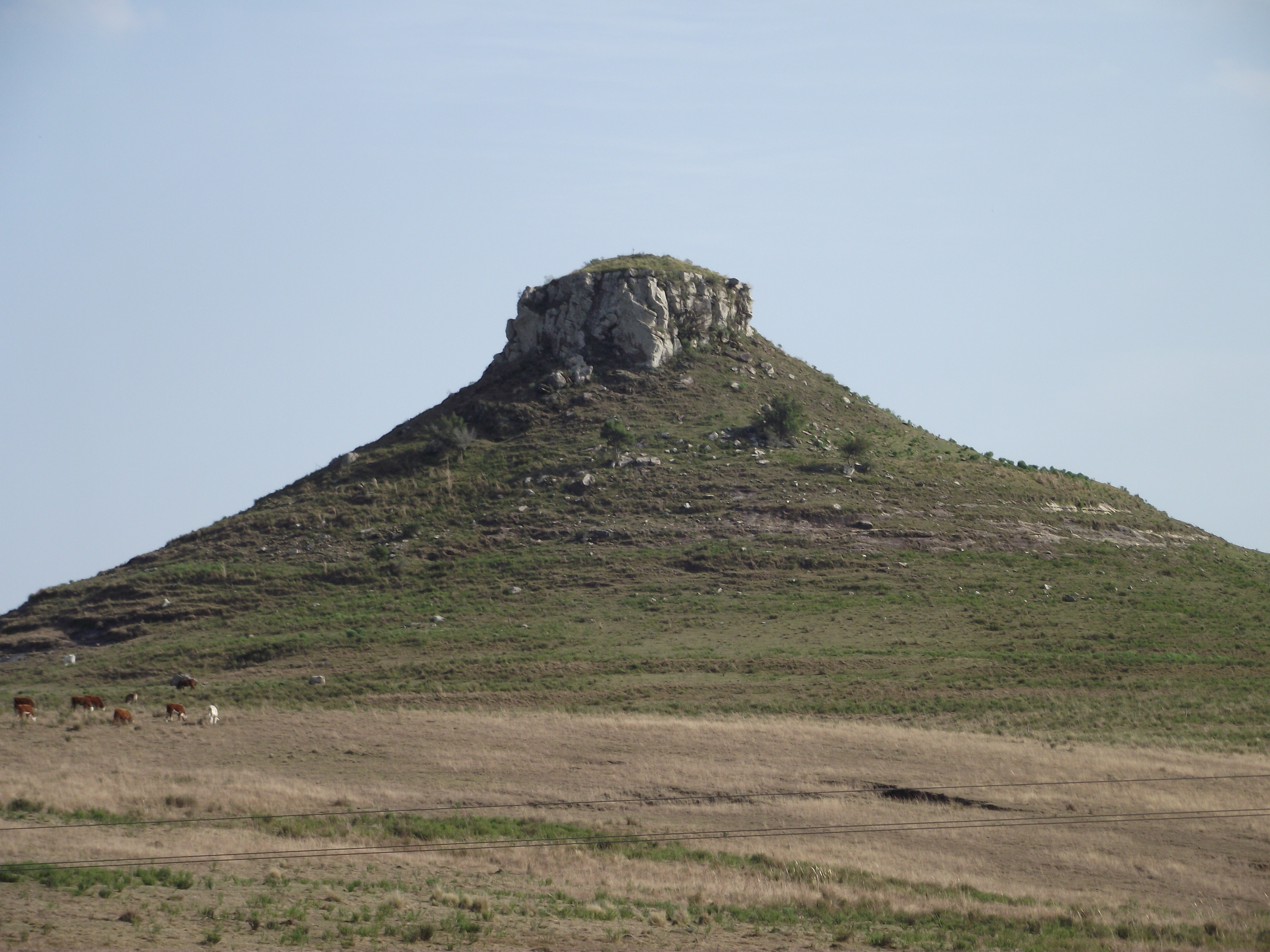
Cerro Batoví, Tacuarembó, Uruguay.

- Morro La Teta, El Carmen de Viboral, Antioquia
- Pico Tetari, Serranía del Perijá, La Guajira

Cuba
- Tetas de Santa Teresa, Baracoa, Cuba

Guayana Francesa
- Islotes Les Mamelles, Guayana Francesa

Perú
- Cerro Tetas, provincia de Chiclayo, Perú

Uruguay
- Cerro Batoví, en Tacuarembó. Batoví significa «pecho de virgen» en lengua guaraní.[34]
- Cerro Pan de Azúcar, en el departamento de Maldonado

Venezuela
- Tetas de María Guevara, isla de Margarita, Venezuela
- Teta de Niquitao, Estado Trujillo, Venezuela[35]
- Cerro de Las Tetas, Tinaquillo, Cojedes, Venezuela
- Cerro las Tres Tetas, Barquisimeto, Venezuela

## Galería

Escudo de La Colle-Saint-Michel, antigua comuna con dos mamelones.
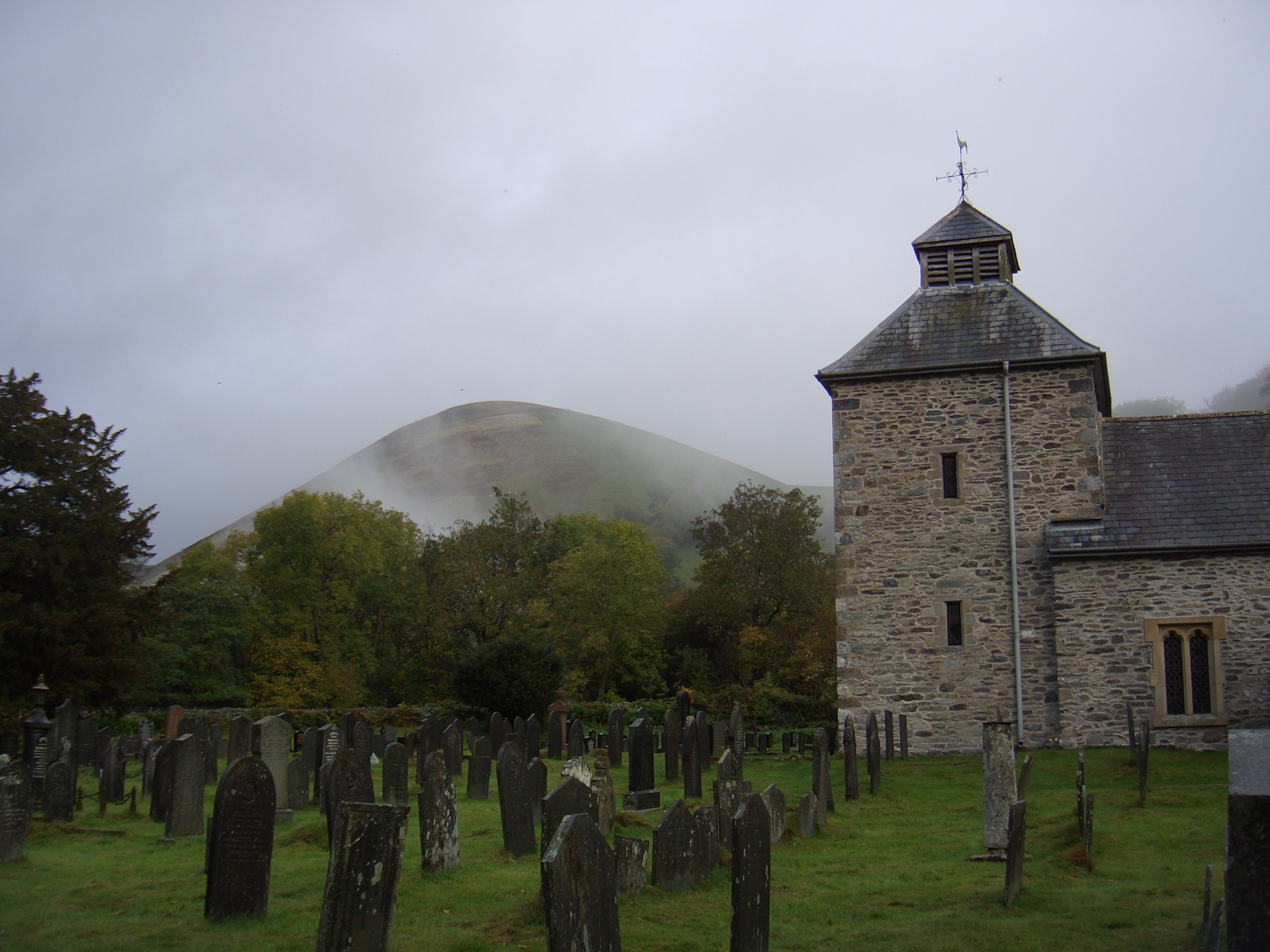
Campanario de Pennant Melangell con un mamelón de fondo.
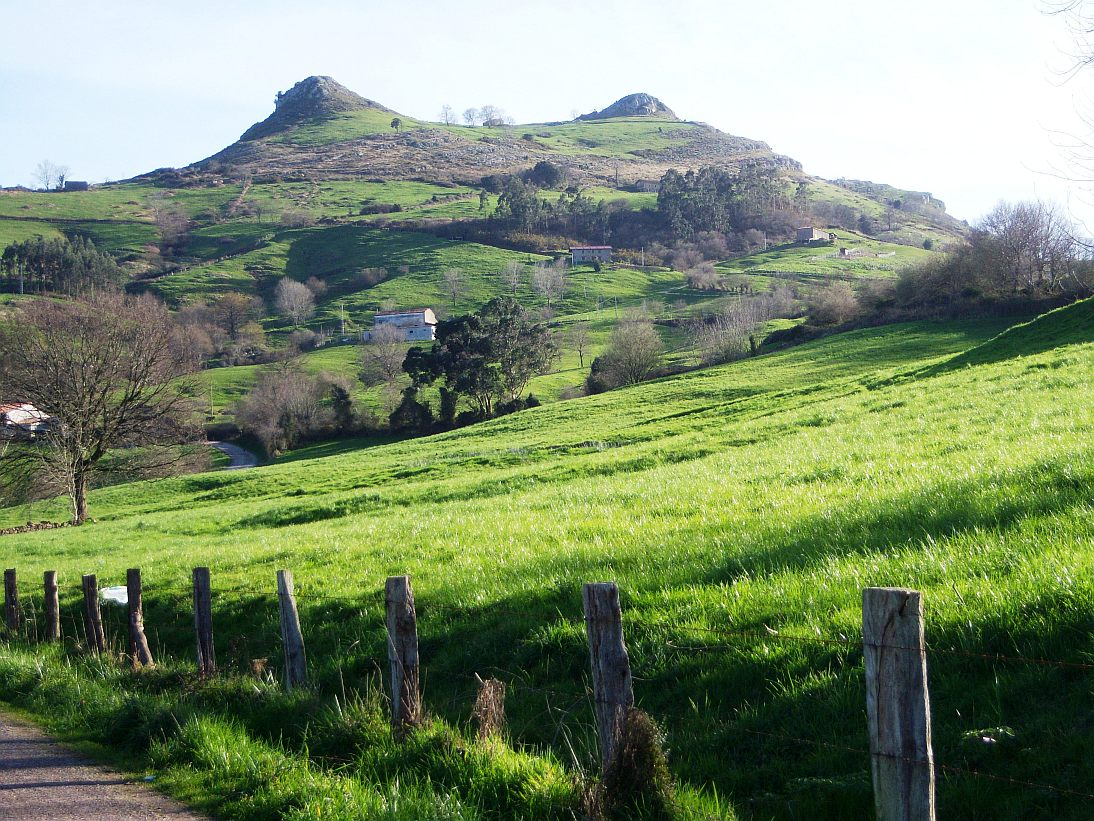
Las Tetas de Liérganes, Cantabria, España
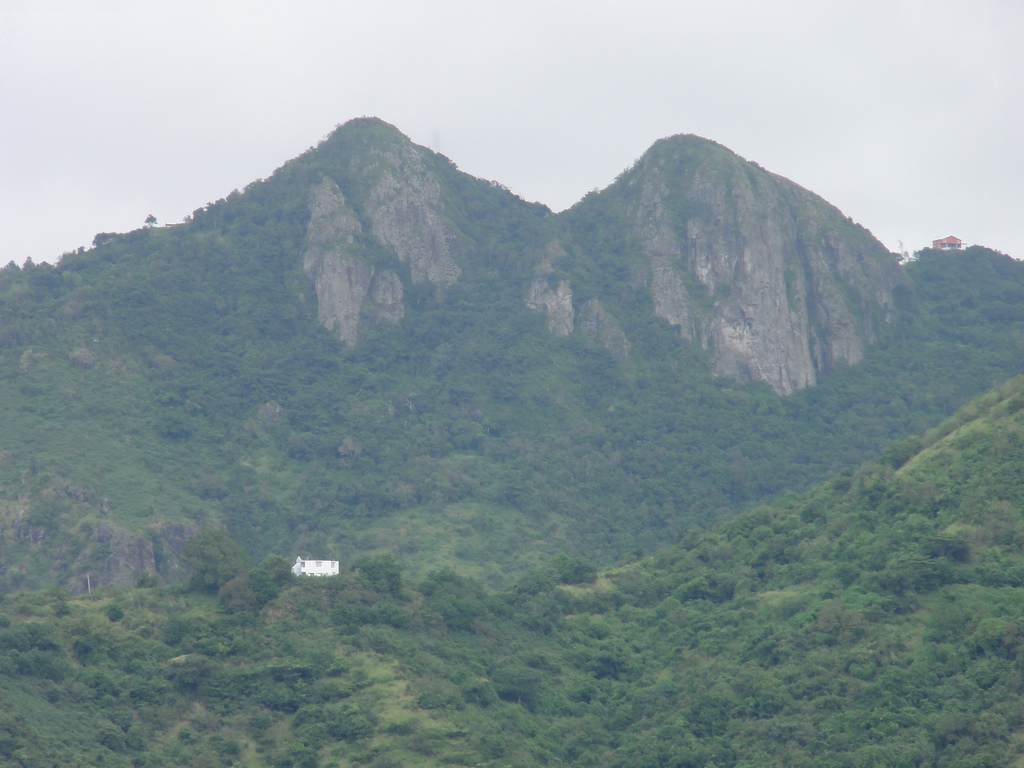
Cerro Las Tetas, Salinas, Puerto Rico, visto desde el área de descanso de la PR-52 en dirección norte en el km 49.
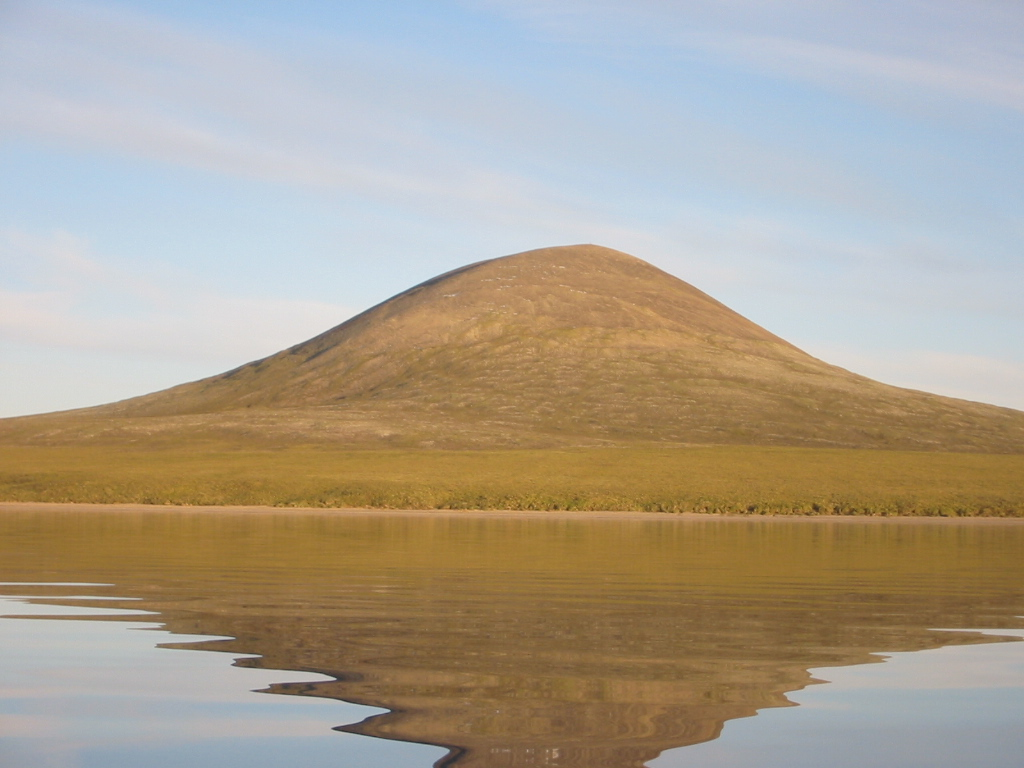
Colina en el lago Elgygytgyn, Chukotka, Rusia